# Varsta
Varsta (tidigare Hvarsta) är ett tidigare säteri i Gillberga socken, Eskilstuna kommun.
Varsta omtalas i skriftliga handlingar första gången 1369. Den nuvarande huvudbyggnaden är gulputsad i en och en halv våning och uppförd 1857. Flyglarna är timrade och panelade samt målade med rödfärg, den östra härstammar från 1600-talet medan den västra är från 1700-talet. Söder och öster om gården finns flera uthus varav flera timrade. Den vitputsade ladugården i tegel uppfördes 1791.